# Cape Breton Highlanders
I Cape Breton Highlanders sono una società di pallacanestro canadese con sede a Sydney, nella Nuova Scozia.

## Stagioni
| Stagione | Lega       | Denominazione           | V  | P  | %    | Piazzamento | Play-off               |
| -------- | ---------- | ----------------------- | -- | -- | ---- | ----------- | ---------------------- |
| 2016-17  | NBL Canada | Cape Breton Highlanders | 15 | 25 | 37,5 | 5º          | -                      |
| 2017-18  | NBL Canada | Cape Breton Highlanders | 13 | 27 | 32,5 | 5º          | -                      |
| 2018-19  | NBL Canada | Cape Breton Highlanders | 19 | 21 | 47,5 | 3º          | Semifinale di division |